# Rendezvous mit dem Tod (Roman)
Rendezvous mit dem Tod, englischer Originaltitel Golden Rendezvous, ist ein 1962 veröffentlichter Roman des schottischen Autors Alistair MacLean. Es handelt sich dabei um eines der populärsten Werke MacLeans; es vereinigt Mystisches, Spannung, Action, Täuschung und Doppelspiel.

## Handlung
An Bord des zum Luxuskreuzfahrtschiff umgebauten Handelsschiffes SS Campari irgendwo in der Karibik steht nicht alles zum Besten. Für Johnny Carter, den Ersten Offizier, begann die Reise schon ungünstig; nachdem die Campari am Abend in See gestochen ist und dabei einige Verspätung infolge von Sabotageakten auftrat, bemerkt er, dass etwas gravierend schiefläuft: Ein Besatzungsmitglied wird plötzlich vermisst und die erfolglose Durchsuchung des gesamten Schiffs von Bug zu Heck steigert nur die angespannte Stimmung an Bord. Dann bricht Gewalt sich Bahn und mit einem Mal wird das gesamte Schiff von einem Kriminellen bedroht, der nicht nur bloße Entführung und Lösegeldforderungen im Sinn hat, sondern auf politische Erpressung mit einer gestohlenen Atombombe sinnt. Allerdings hat er nicht mit Kampfgeist und Mut des Ersten Offizier gerechnet, der letztendlich nicht nur Besatzung und Passagiere rettet, sondern auch das Herz der Reederstochter Susan Beresford gewinnt.

## Verfilmung
Der Roman wurde 1977 vom Regisseur Ashley Lazarus verfilmt. Der Protagonist, John Carter, wurde von Richard Harris und die Reederstochter Susan Beresford von Ann Turkel gespielt. David Janssen und Burgess Meredith traten in Nebenrollen auf.